# El río (relato)
«El río» es un cuento del escritor argentino Julio Cortázar incluido en la primera parte de su libro Final del juego. Apareció por primera vez en la segunda edición del libro, de Editorial Sudamericana (1964), junto con otros cuentos como Continuidad de los parques, No se culpe a nadie, Una flor amarilla y Después del almuerzo.

## Trama
«El río» cuenta la historia de una pareja que no se lleva bien. Está narrado en forma de monólogo, del hombre dirigido a la mujer. A partir de éste, se infiere que ambos tienen peleas continuas, en las que ella amenaza con arrojarse al río, pero nunca cumple con sus amenazas.
Los personajes mantenían una relación enfermiza, sin comunicación y basada en el contacto físico. El juego termina con el suicidio de ella, que finalmente se tira en el río.

## Análisis de la obra
«El río» articula dos puntos de vista de la misma historia: el fin de un matrimonio narrado por el marido, pero en cuya relación está imbricado el punto de vista de la mujer.» Desde el inicio del cuento se fusionan los tiempos y se anticipa el final. Se mantiene la tensión narrativa a lo largo del cuento. Se fusionan los tiempos, las imágenes y las voces.
Cortázar utiliza el misterio y lo inexplicable para explorar los niveles intermedios entre la conciencia y el sueño, estado conocido como hipnagosis. Cortázar retorna a las ideas de Poe en una metahistoria hipotáxica en la que se explora el inconsciente. En este cuento la mezcla de lo onírico con la vigilia aparece con el discurso del esposo, narrado en primera persona. El matrimonio vive en un apartamento a la orilla del río Sena. Han tenido una gran pelea y al parecer ella fue a arrojarse al río, mientras él se queda en su lecho y le habla como si estuviera en la habitación. Las historias se fusionan y no es posible saber si se está ante el rescate del cuerpo de la suicida o si el protagonista sueña la ausencia de su mujer. Se juega con la ambigüedad de la palabra lecho, aplicada al río y a la cama matrimonial. El relato, contemporáneo a Rayuela, es similar a éste también en esta referencia hipotáxica.
Según Omar Prego: «El agua en la narrativa de Cortázar es un "elemento agazapado, agresivo"». Aquí se confunden el deseo sexual con el de la muerte (Eros y Tánatos) en el que el relato cargado de erotismo del esposo se mezcla con la descripción del suicidio de su mujer.